# Pleuronota monticola
Pleuronota monticola är en skalbaggsart som beskrevs av Raffaello Gestro 1879. Pleuronota monticola ingår i släktet Pleuronota och familjen Cetoniidae. Inga underarter finns listade i Catalogue of Life.